# 55 років Перемоги у ВВВ 1941 — 1945 років (срібна монета)
«55 ро́ків Перемо́ги у ВВВ 1941—1945 рокі́в» — срібна ювілейна монета номіналом 10 гривень, випущена Національним банком України, присвячена 55-річчю Перемоги у німецько-радянської війні 1941—1945 років.
Монету введено в обіг 20 листопада 2000 року. Вона належить до серії «Друга світова війна».

## Опис монети та характеристики
| Номінал грн. | Метал            | Маса, г      | Діаметр, мм | Якість виготовлення | Гурт     | Тираж, штук |
| ------------ | ---------------- | ------------ | ----------- | ------------------- | -------- | ----------- |
| 10           | срібло 925 проби | 31,1 / 33,62 | 38,6        | пруф                | рифлений | 3 000       |

### Аверс
На аверсі монети в обрамленні вінка солдатської слави із георгієвською стрічкою розміщено зображення Державного герба України та написи: «УКРАЇНА», «10», «ГРИВЕНЬ», «2000», позначення металу — «Ag», його проба — «925», вага у чистоті — «31,1», та логотип Монетного двору Національного банку України.

### Реверс

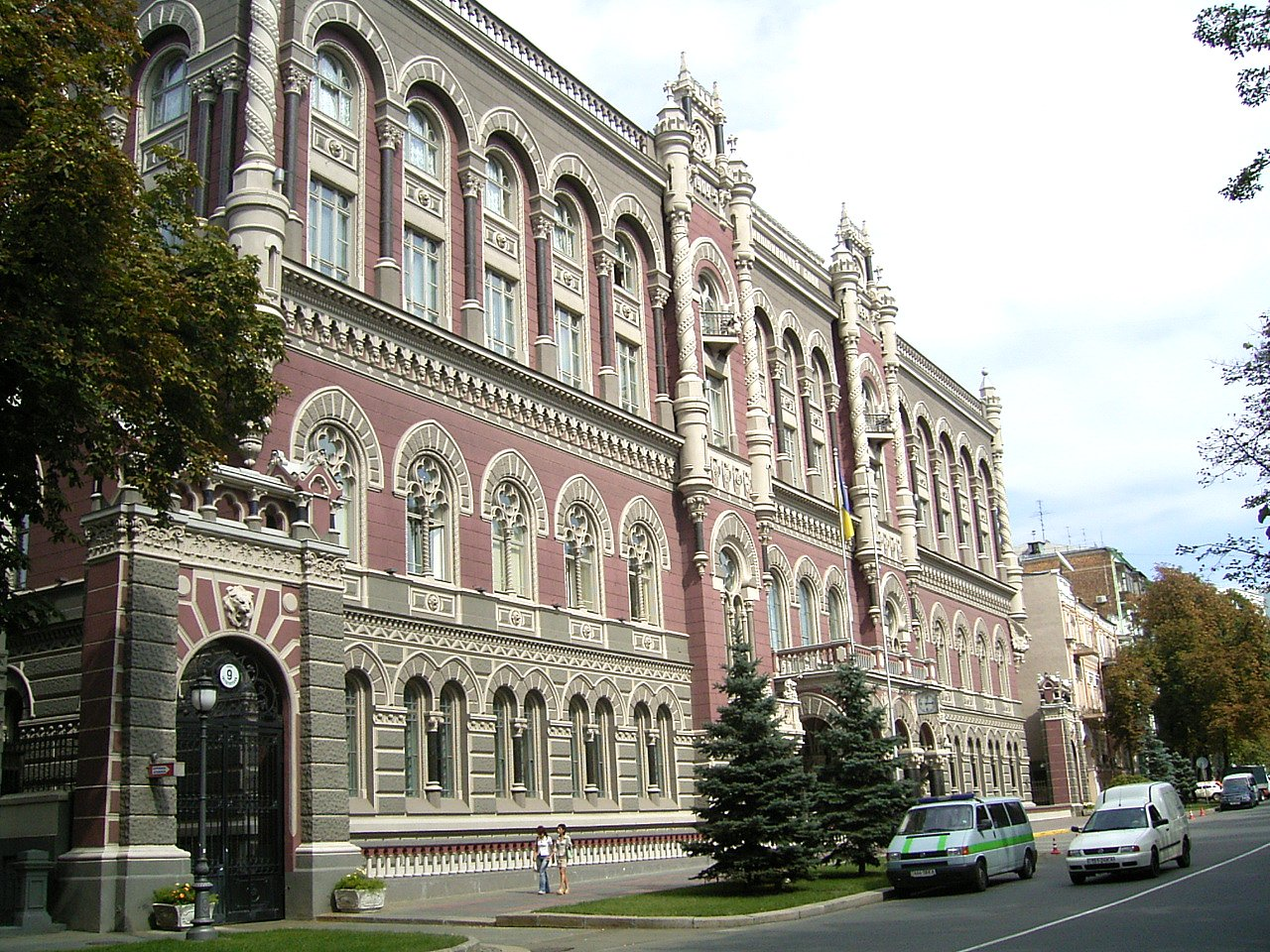
Будівля Національного банку України

На реверсі монети розміщено символічне зображення Перемоги — жінки із пальмовою гілкою на тлі земної кулі в обрамленні лаврових гілок і кругові написи, розділені зірками: «55 РОКІВ ПЕРЕМОГИ У ВЕЛИКІЙ ВІТЧИЗНЯНІЙ ВІЙНІ і 1941—1945».

## Автори
- Художники: Лариса Корінь (аверс), Олександр Івахненко (реверс).
- Скульптори: Володимир Дем'яненко, Святослав Іваненко.

## Вартість монети
Фактична приблизна вартість монети, з роками змінювалася так:
| Рік        | 2010  | 2011  | 2012  | 2013  | 2014  | 2015  | 2016  | 2017  | 2018  | 2019  | 2020  | 2021  | 2022  | 2023   | 2024  | 2025   |
| ---------- | ----- | ----- | ----- | ----- | ----- | ----- | ----- | ----- | ----- | ----- | ----- | ----- | ----- | ------ | ----- | ------ |
| Ціна, грн. | 4 000 | 4 000 | 4 000 | 3 700 | 3 000 | 4 500 | 4 900 | 5 100 | 5 700 | 4 900 | 8 900 | 6 000 | 6 000 | 11 000 | 9 500 | 11 100 |